# Jasmine Rae
Jasmine Rae (* 1987 in Melbourne) ist eine australische Country-Sängerin.

## Biographie
Mit sieben Jahren begann Jasmine Rae mit dem Musizieren und mit 13 Jahren nahm sie Gesangsunterricht. Einen ersten größeren Auftritt hatte sie mit 15 Jahren am Weltfrauentag.
2008 gewann sie in Australien den Song-Wettbewerb Telstra Road to Tamworth. Ihre erste CD mit dem Titel Look It Up wurde 2008 von Universal Australia veröffentlicht. Jasmine Rae war im Jahr 2009 für zwei Country Music Awards of Australia nominiert, darunter als Female Artist of the Year; im selben Jahr wurde Look It Up für den ARIA Award als Best Country Album nominiert.
Am 4. März 2011 erschien mit Listen Here ihr drittes Album, mit dem sie es erstmals in die offiziellen Albumcharts ihres Heimatlandes schaffte. Im März 2011 ging Jasmine Rae gemeinsam mit Alan Jackson in Australien auf Tour.

## Diskografie

### Alben
- 2008: Look It Up
- 2010: Look It Up Deluxe Edition CD+DVD
- 2011: Listen Here
- 2013: If I Want To
- 2015: Heartbeat
- 2020: Lion Side

### Singles
- 2008: Country Singer
- 2008: Pink Guitar
- 2008: Look It Up
- 2010: Hunky Country Boys